# グラスホッパー (タミヤ)

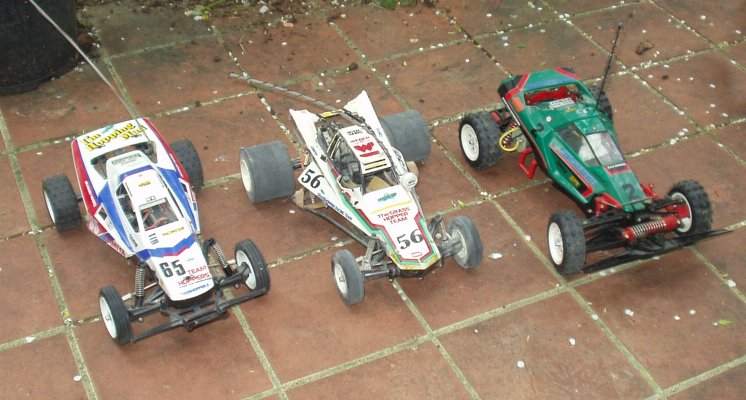
グラスホッパー (真ん中)とグラスホッパーII (左)

グラスホッパーは、田宮模型（現・タミヤ）の電動ラジコンバギーである。1984年5月14日発売、キット価格は税抜7,400円。
田宮模型の電動RCカーのなかで最も安価で発売されたモデルである。2005年6月に再発売された。

## 概要
発売当時はオフロードバギー・ラジコンカーブームの真っ只中であったが、ラジコンバギーカーのキットは高額な物が多く、田宮模型が発売していた「ファイティングバギー」は19,800円、「マイティフロッグ」でも14,800円であった。当然少年達には高嶺の花であったが、グラスホッパーはそれらを大きく下回る価格で市場に投入された。
シャーシは軽量でシンプル、かつ高剛性なABS樹脂製バスタブシャーシが用いられ、モーターはマブチRS-380Sが搭載された。多くの車が540クラスを採用する中、一回り小型で非力なモーターではあったものの、総重量1000g台の軽さとあいまって中々の走行性能を発揮した（ただし、アフターパーツで540モーターに容易に交換可能なため、操作性は犠牲になるもののパワーアップは可能だった）。
サスペンションはフロントがストラット独立懸架、リヤがリジッドアクスル・ユニットスイング。ダンパーはなく、前後ともにスプリングのみというシンプルな構造で、特にリヤは構造上縦運動しか出来ず、芝などを走らせるとヒョコヒョコした走りになるため、バッタの意である「グラスホッパー」を冠した。
シャーシはバスタブ構造の為上部が大きく開口しており、ボディーを外せばほぼすべての電気パーツが露出する為、メンテナンス性は高かった。しかし、小石や砂、埃などが侵入した場合、内部に残りやすかった。
ギヤボックスは完全密閉の為埃などの侵入には強かったが、分解する為にはサスの取り外しなどが必要の為、若干面倒だった。
同年10月、この車種に改良を加えた上級モデル「ホーネット」が登場。ユーザーは徐々にそちらへ移行していく形となった。しかしグラスホッパーは、先述のとおり540モーターに交換可能であったこと、さらにホーネットのボディ(ポリカーボネート製)への交換や、タイヤをスパイクタイヤに換装し、後輪サスペンションをオイルダンパーへ、アクスルのスイングユニットもローリング方式へ変更が可能など、あらゆる面でホーネットと同一モデルに改良が可能であった。そのため、「グラスホッパー改ホーネット仕様」に改造し、引き続き同機を愛用したユーザーも居た。
生産終了後には、ホーネットでの改良点を受け継いだマイナーチェンジ版であるグラスホッパーII（後述）が販売された。このモデルは1993年12月でもタミヤの通常製品のラインナップになっており、それを含めれば10年近く存在したロングセラーモデルに挙げられる。

## メカニズム
- シャーシ：ABS樹脂製バスタブモノコック構造
- サスペンション
  - F/ストラット独立懸架
  - R/リジッドアクスル・ユニットスイング
- タイヤ・ホイール
  - F/直線グルーブド　R/パドルパターン・スタッド
  - F/Rともに3ピース構造
- ボディ：耐衝撃性スチロール樹脂製
- モーター：マブチ・RS-380 （RS-540へ交換可能）
- 駆動形式：後輪二輪駆動
- 本体重量：約830g

## 走行性能
モーターが小さいため加速・最高速度とも他車種より劣るが、軽さを活かした軽快な走りが特徴で、バッテリーの持ちも良く、8分も走らないモデルが多かった中にあって20～30分のロングドライブも可能であった。しかしサスペンションが頼りなく、少しの段差で跳ねてしまい、その後の挙動も不安定で、走行安定性は低かった。

## 耐久・整備性能
フロントとサイドに弾性樹脂大型バンパーを装備していたこともあり横・前部からの衝突には耐えられたが、シャーシ一体のサスマウントにビスを通してサスアームを連結していたため衝撃を受けた際の逃げに難があり、フロント足回りがよく破損した。また、バッテリーケースの蓋が脱落しがちであったが、この2点はホーネットにも共通した短所である。
また、ボディも現在のようなポリカーボネート製ではなく、樹脂製でシャーシにビス止めだったため脱着が面倒であった。

## グラスホッパーII
ホーネットで改良されたシャーシをさらに改良して発売されたモデル。1988年8月9日発売、キット価格は税抜7,400円。

### メカニズム
- シャーシ：ABS樹脂製バスタブモノコック構造
- サスペンション
  - F/ストラット独立懸架
  - R/ローリングリジッドアクスル
- タイヤ：F/直線グルーブド中空ラバータイヤ、R/スパイクパターン中空ラバータイヤ
- ボディ：耐衝撃性スチロール樹脂製
- モーター：マブチ・RS-380S （540サイズのモーターへ交換可能）
- 駆動形式：後輪二輪駆動
- 本体重量：約800g

### グラスホッパーとの相違点
- ボディは丸みを帯びた形状に変更され、樹脂製ボディながらシャーシへの取り付けもピンで留める方式に変更された。
- リヤのサスペンションはホーネットと同じくローリングリジッドが採用されている。
- シャーシ裏側のバッテリーケースの蓋がボディと同じくピンで留める方式に変更され走行中に脱落する事はなくなった。
- タイヤ、ホイールはファルコンと同じものが採用され、特に後輪のグリップ力があがっている。

### 限定モデル
グラスホッパーIIには以下の2種類の限定モデルが存在する。こうしたモデルは主に海外で人気が高かった。
スーパーG
1989年8月発売。定価8,800円（税抜）
ホイールを蛍光イエローに変更し、540モーターを装着。4輪全てにオプションのスパイクタイヤを装着し、オイルダンパーで足回りを強化したモデル。
ザ・スーパーG（グラスホッパーII）
1990年7月10日発売。定価9,200円（税抜）
上述のスーパーGのホイールを蛍光グリーンに変更したモデル。

## 備考
- 1989年3月30日 グラスホッパーⅡが「グラスホッパーⅡ jr.」としてミニ四駆化した。
- 2007年11月 タカラトミーからQステアとして発売
- 2024年12月 グラスホッパー生誕40周年を記念し「グラスホッパーjr.」としてミニ四駆化。事実上の兄弟車であるホーネットのミニ四駆「ホーネットjr.」の登場から実に38年越しのミニ四駆化であり、グラスホッパーⅡ jr.から35年越しのミニ四駆化である。